# スライド映写機

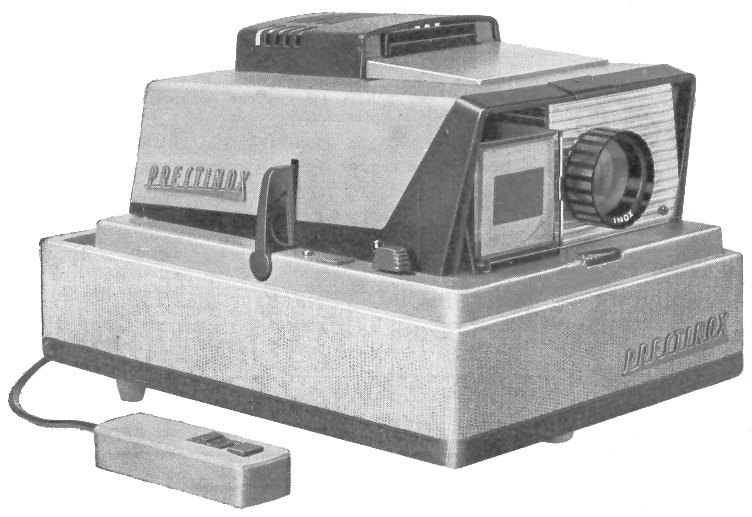
Prestinox社製のスライドプロジェクタ（1960年）

スライド映写機（スライドえいしゃき）またはスライドプロジェクタ（英: Slide projector ）とはリバーサルフィルムによる写真を見るための光学器械である。

## 概要

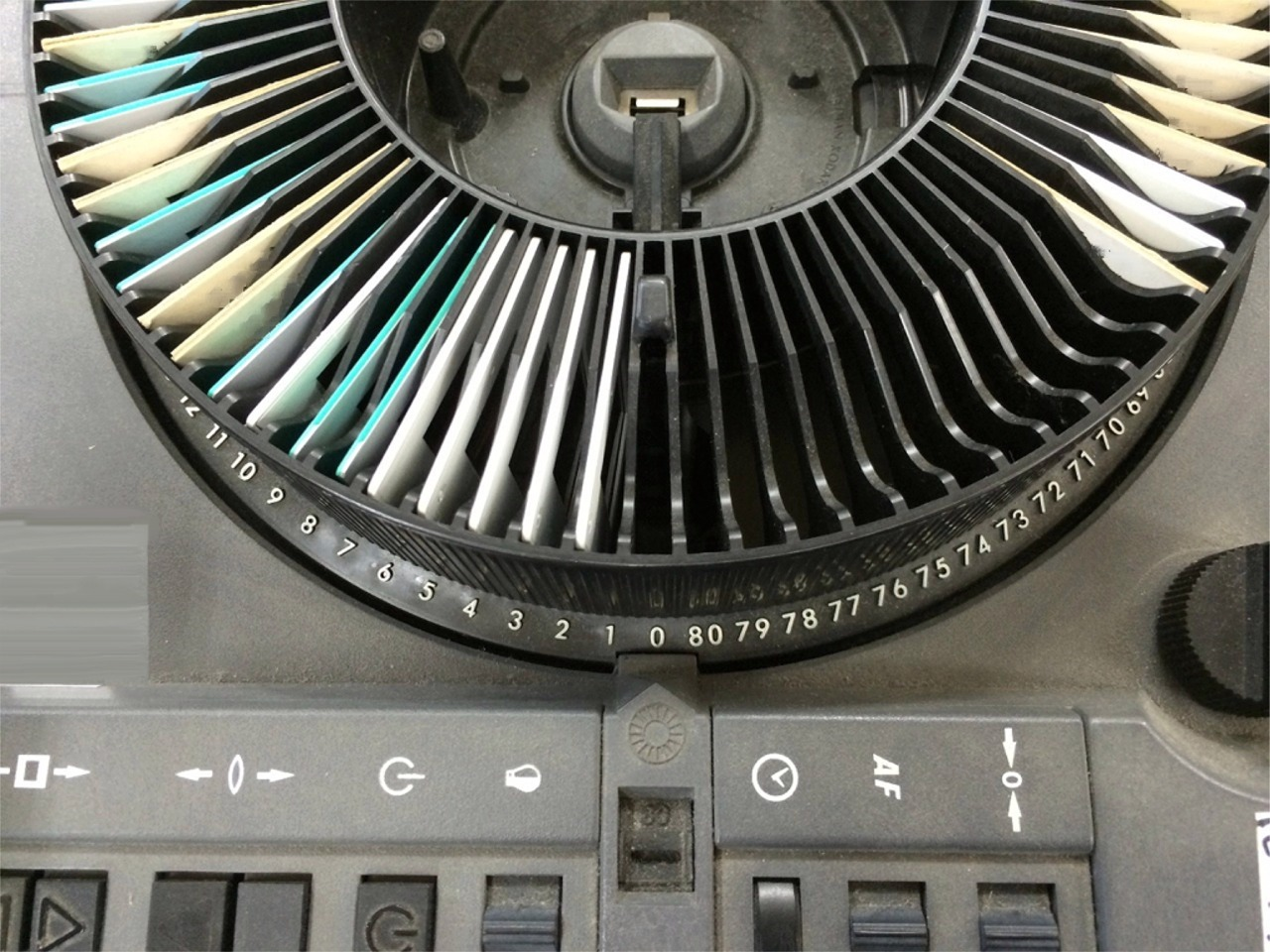
スライド映写機上部
スライドフィルムをここに入れ込んで使用する

スライド映写機は、写真フィルムに光を透過させて映像（静止画）を映し出す装置で、その多くではスクリーンに拡大投影することを目的とした。
元々は幻灯機のようなガラス板に彩色した絵図を投影する装置が存在したが、いつ頃から幻灯機がスライド映写機に変化していったかについては不明な部分も多い。その一方で、スライド映写機を幻灯機と呼ぶ者もいる。
拡大するための映像や図表を小さなフィルムに収めて利用・保管することができたため、収納や携帯の便が良く、また映写機によっては数百人に同時に映像を見せることもできたため、長らくプレゼンテーションや教育の場で使われつづけたが、20世紀末より次第に他の方式に取って代わられるようになっていった（後述）。
なお2000年代に入ってはほとんど使われなくなったこの装置だが、パソコンのパワーポイント(PowerPoint)などの情報機器で静止画画像を自動的に順送りにする表示方法はスライドショーと呼ばれる。これはかつてのスライド映写機が得意とした静止画の連続表示になぞらえた呼び方である。

### 構造
スライド映写機は4つの部分から構成される。ファン冷却された電球などの光源、その光をスライドに向けるための反射鏡やレンズ、スライドのホルダー、スクリーンに像を結ぶためのレンズである。スライドの焼きつきを防ぐため、光源とスライドの間に平らな熱吸収ガラスが置かれることが多い。このガラスは赤外線を吸収し、可視光を通過させる。光はスライドとレンズを通過し、スクリーンに大きな像が投影される。
スクリーンの前方から投影する方式と、後方から投影する方式がある。後者は自動的に連続投影するのに適しており、観客が光をさえぎる心配がない。

### 利用形態
欧米では、スライド映写機は1950年代から1960年代には娯楽の形態として一般的であった。家族や友人が集まってスライドショーを楽しんだ。またそのためのスライドソフト（映像コンテンツ）も発売されており、映像とソノシートによる音声とで、ちょうど漫画のページをめくるようにスクリーンや壁に大写しにされた映像に興じたのである。こと家庭用では磁気テープによる録音手段が普及し始めた時代でもあり、家族の記録をスライドとオープンリール磁気テープとで残す人も見られた。
また教育現場や学会では大きなスクリーンに写真や図などの資料を拡大投射できるスライド映写機は1990年代まで盛んに用いられ、小型軽量安価で動作の確実なスライド映写機は失敗の許されない学術発表においても信頼され続けた。ことに一般的な35mmフィルムの機材を転用しやすいという性質は、一般から学術用途でも普及していた35mmカメラで撮影されたものが、そのまま映像資料として利用できるということであり、また資料としてネガから複製しやすいことも大きな利点であった。こういった簡易的で扱いやすい映像資料は、複数のスライドを収めた容器でカートリッジとも呼ばれるトレーを映写機にセットするだけで、離れた場所から有線リモコンによって連続して映写できた。

### 後継
その後スライド映写機は、大きな印画紙へのプリント、大画面テレビ受像機やビデオプロジェクタへのビデオデッキの接続、デジタル写真、DVD、ディスプレイ、デジタルプロジェクタに取って代わられた。ただその世代交代は緩やかなもので、大学など教育の場ではパソコンで作成されたプレゼンテーション資料はプロジェクタで、スライドのコマとして残る資料はビデオコンバータと呼ばれる単焦点ビデオカメラと小さなスクリーンを内蔵した特殊なスライド映写機で取り込んでビデオ映像としてかフィルムスキャナでコンピュータの画像として取り込んだり別途スライド映写機を設置するなどの新古折衷状態での利用もまま見られた。プレゼンテーションソフトウェア（パワーポイント等）で、スライドの機能をほぼ応用できるようになった。
しかし現行のスライドは損耗と共に利用者も減少の一途をたどっており、2004年10月、コダックはスライド映写機の生産をやめた。国によっては、スライドを作ってくれる店を探すのも徐々に困難になりつつある。過渡期的にはデジタルデータへの変換などのサービスを行うところもあるが、変換作業を行った機器に依存してスライドのコマでは判別可能だった細部が情報として省かれてしまい、わかりにくくなってしまうなどの問題も見られる。

## 特徴と欠点
スライド映写機は様々な場所で用いられたが、それには以下の要素に負うところが大きい。
- 少量複製にかかるコストは原本作成コストと同じで安い
- ローテクゆえにハイテクなビデオプロジェクタに比べ遥かに少ない設備投資で扱え、簡便である
  - より精細な静止画が投射できる
  - より映像が明るい
- 利用状況に即したオプションが豊富
  - トレーにより、一つの目的で複数の映像を一まとめにして保管・運搬・運用ができる
  - 軽量な有線リモコンで、説明者自ら映像を指しつつ映像の切り替えができる
  - 大光量映写機や望遠投射レンズなどにより大会場でも利用できる
  - 小さな場所ではポータブル機器で十分明るい映像が利用できる
  - 各々のスライドは光に透かせば肉眼で直接確認できる

ただこれらの利点はビデオプロジェクタやデジタルプロジェクタの高性能化・小型軽量化・低価格化に伴い溝を埋められ、逆に利用できる映像ソースを問わないこれら後発プロジェクタの発達にも伴い、時代遅れとなっていった。これ以外の欠点は以下のとおり。
- 写真フィルム特有の欠点がある
  - 静止画（あるいはコマ送り）しか扱えない
  - 湿気に弱い
  - 保管状況が悪いと、カビが生えやすい
  - 大量複製にコストがかかる（焼き増し）
  - 複製過程で大なり小なり画質が劣化し、高品質な複製にはそれなりの機材を必要とする
  - 費用がかかり、保管に場所を要する
- 光源の電球は消耗部品である
  - 白熱電球（主にハロゲンランプ）では突然の断線を起こす
    - 点灯中は衝撃に弱い

  - 放電灯では消耗により光軸がずれる
  - 消耗部品の製造中止により映写機本体も使用不能となる
- 光源よりの発熱があるため、冷却（主に空冷）を必要とする
  - 冷却機構からの騒音がある
  - 冷却がとまればコマ（映像ソース）が焼ける

また時代遅れになると共に、機械工学的な技術で工夫を凝らされたこれら機器は、部品交換で済ませられる電子機器よりも緻密でアナログ的な整備・調整を随所に必要とし、これを扱えメンテナンスできる技術者が減ってしまったことも、スライド映写機が姿を消していった一因になっている。

## 種類
カローセル型スライド映写機ドーナッツ型のカートリッジにスライドのコマを収める。カートリッジには蓋がつき、この蓋をしたまま持ち運んだり映写機に取り付けて、映写機に内蔵された機構により連続して映像を投射できる。説明手順に応じてスライドの順序を替えることも特別な機器を必要としない。
デュアル型スライド映写機スライドホルダー部に2枚のスライドを置くことができ、どちらか一枚を投影する。投影していない方を簡単に入れ替え可能な構造になっていて、それによってスライドショー形式で順次表示できる。
シングル型（マニュアル）スライド映写機スライドホルダー部に1枚のスライドしか置けない、最も単純な構造の映写機。
ビューワ型スライド映写機映写装置にスクリーンも内蔵しており、コマの内容を映し出す。内容のチェックに使われるほか、スクリーンに単焦点ビデオカメラを設置してビデオ変換などにも利用される。簡易のものでは乾電池と豆電球ないし日光を光源として使用するものもある。
スライドキューブ映写機スライドを格納するカートリッジにスライドを1枚ずつ仕切る構造がない方式。カルーセル型に比較してカートリッジ内のスライドの密度が高く、可搬性が向上している。
ステレオ型スライド映写機偏光ないし色調の異なる二枚のスライドを同時に投影し、専用の光学フィルタ眼鏡をかけることで立体視を実現する。単純なものでは赤と青のセロファンを貼った紙眼鏡がおなじみ。